# Stazione FS (metropolitana di Brescia)
Stazione FS è una stazione della metropolitana di Brescia, situata accanto alla stazione ferroviaria di Brescia e alle due principali stazioni di autobus delle linee interurbane.

## Storia
La stazione fu inaugurata il 10 novembre 2012, nell'ambito di una serie di cerimonie in cui le singole stazioni della metropolitana furono mostrate al pubblico prima dell'effettivo inizio del servizio metropolitano. Fu poi aperta al servizio pubblico il 2 marzo 2013, assieme a tutta la linea.
Il 22 maggio 2017 iniziò la costruzione di un collegamento tra la stazione metropolitana e il sottopassaggio orientale della stazione ferroviaria. I lavori durarono quasi un anno e l'opera fu inaugurata il 20 aprile 2018.

## Strutture e impianti
È collocata in viale della Stazione presso la stazione ferroviaria e presso le due stazioni di autobus extraurbani della città: la CIBA, utilizzata da diverse imprese di trasporto pubblico, come Arriva Italia (ex Saia Bus) e APAM, con ingresso in via Solferino, e quella specifica di Arriva Italia (ex SIA), con ingresso presso lo stesso viale della Stazione e la vicina via Camillo Togni. Di fronte all'ingresso principale della stazione ferroviaria, convergono inoltre le principali linee di autobus del trasporto pubblico urbano, gestite da Brescia Trasporti e da SIA.
A motivo quindi della sua posizione di interscambio con più sistemi di trasporto pubblico, Stazione FS è la più grande e attrezzata fermata dell'intera linea metropolitana. È stata quindi progettata in previsione di un flusso massimo di 4800 utenti nelle fasce di punta.
All'esterno della stazione, un piazzale largo circa 50 metri collega la stazione vera e propria, il parcheggio coperto delle biciclette con lo sbocco su via Girolamo Romanino, dove si trovano diversi servizi quali un distaccamento delle Poste Italiane. Oltre il passaggio al di sotto del cavalcavia Kennedy, invece, si raggiunge il Palazzo di giustizia, dove sono ospitati tutti gli uffici cittadini di amministrazione della giustizia.

## Interscambi
Nelle vicinanze della stazione effettuano fermata alcune linee urbane di superficie, gestite da Brescia Trasporti.
- Stazione ferroviaria (Brescia)
- Stazione autobus CIBA
- Stazione autobus SIA
- Fermata autobus linee urbane
- Taxi

## Servizi
La stazione dispone di:
- Biglietteria automatica
- Ascensore
- Parcheggio